# سومراو
سومراو (به آلمانی: Sommerau) یک شهر در آلمان است که در تریر-زاربورگ واقع شده‌است. سومراو ۷۵ نفر جمعیت دارد.